# Линдерот, Филип
Филип Окессон Линдерот (швед. Filip Åkesson Linderoth; род. 18 февраля 2005) — шведский футболист, защитник «Мьельбю».

## Клубная карьера
Начинал заниматься футболом в клубе «Ве». В 2020 году дебютировал за взрослую команду в пятом шведском дивизионе, за которую провёл в сезоне три игры. Перед сезоном 2021 года перешёл в молодёжную команду «Мьельбю». 14 мая 2023 года дебютировал за клуб в чемпионате Швеции в матче против «Сириуса», заменив в конце встречи Арвида Брурссона.

## Клубная статистика
| Выступление      | Выступление      | Выступление      | Лига | Лига | Кубки | Кубки | Конт. кубки | Конт. кубки | Итого | Итого |
| Клуб             | Лига             | Сезон            | Игры | Голы | Игры  | Голы  | Игры        | Голы        | Игры  | Голы  |
| ---------------- | ---------------- | ---------------- | ---- | ---- | ----- | ----- | ----------- | ----------- | ----- | ----- |
| Ве               | Дивизион 5       | 2020             | 3    | 0    | 0     | 0     | 0           | 0           | 3     | 0     |
| Ве               | Итого            | Итого            | 3    | 0    | 0     | 0     | 0           | 0           | 3     | 0     |
| Мьельбю          | Алльсвенскан     | 2023             | 1    | 0    | 0     | 0     | 0           | 0           | 1     | 0     |
| Мьельбю          | Итого            | Итого            | 1    | 0    | 0     | 0     | 0           | 0           | 1     | 0     |
| Всего за карьеру | Всего за карьеру | Всего за карьеру | 4    | 0    | 0     | 0     | 0           | 0           | 4     | 0     |